# Aleksandar Vučić
Aleksandar Vučić (em sérvio:  Александар Вучић, pronounciado [aleksǎːndar ʋǔtʃitɕ], Belgrado, 5 de março de 1970) é um político sérvio, filiado ao Partido Progressista, atual presidente da Sérvia desde 2017.
Vučić também serviu como primeiro-ministro de 2014 até 2017. Ele ainda foi Ministro da Informação, de 1998 a 2000, e Ministro da Defesa, de 2012 a 2013. Também foi vice primeiro-ministro, de 2012 a 2014.
Em abril de 2017, Vučić ele venceu as eleições presidências no primeiro turno, com 55% dos votos. Ele assumiu a presidência em maio, sucedendo Tomislav Nikolić. Sua cerimônia de posse aconteceu em 23 de junho de 2017.
Como candidato a presidência, Aleksandar Vučić prometeu uma política de austeridade e corte de gastos para conter o déficit público. Seus críticos dizem que ele falhou nisso e a qualidade de vida do povo piorou. Ainda assim, o PIB sérvio cresceu 3% em 2017, uma das melhores marcas dos últimos anos. Sua posição com relação a crise migratória na Europa de 2015–16 foi ambígua. Indo de encontro a outros políticos de direita e esquerda, ele apoiou a posição de Angela Merkel com relação aos refugiados, mas afirmou que seu país não seria um "estacionamento" para os imigrantes, afirmando também que eles seriam tratados de forma humanitária. No âmbito externo, Vučić disse que queria manter uma política de neutralidade, cultivando boas relações com a OTAN e com a Rússia.